# 负染色法
负染色法（Negative stain）是一种染色方法，常用于不透光液体标本的镜检。由于其染色处理过程并非针对菌体本身，故又称“衬托染色法”、“间接染色法”。在负染色法中，标本不需要热固定，细胞不会因为化学药物的影响而变形，对于不易染色的细菌或病毒也能观察。

## 染色原理
负染色法需要使用酸性染料来染色，如伊红或苯胺黑。因为细菌体表面带负电，而酸性染料的色原也带负电，所以色原只能将背景染色，才能使没有染色的细胞很容易的被观察到。一些染色剂，如四氧化锇和铁氰化锇，化学活性非常强。作为强氧化剂，它们主要与交键类脂和不饱和碳碳键反应，从而改变样本组织的生物膜特性并将其染色。

## 染色剂
就透射电子显微镜来说，原子所带电子的不透明度与其原子序数有关，也就是和核外电子数有关。所以应选择有较强的电子散射能力且易被生物吸附的试剂作为负染色剂，一些常用的负染色剂有钼酸铵、乙酸铀酰、甲酸铀酰、磷钨酸、四氧化锇、锇铁氰化钾等。
使用负染色法可以看到普通光学显微镜下无法看清的结构。该方法主要用于观察病毒、细菌、细菌鞭毛、生物膜等结构，这些结构的电子散射能力均较低。

## 染色过程
在亮视野显微镜术中通常使用黑色染料（如苯胺黑）进行负染色。如将载玻片上湿的细菌培养物标本与负染色剂混合再进行干燥后观察。用显微镜观察细菌菌体或它们的孢子时，会发现图像的背景很暗，而菌体很明亮，这也是负染色法的名称来由。如果没有合适的染料，也可以使用普通的防水记号笔来进行负染色。